# Atentado contra Ralph Gonsalves
Em 5 de agosto de 2021 o primeiro-ministro de São Vicente e Granadinas, Ralph Gonsalves, sofreu um atentado quando estava voltando a uma sessão do parlamento, onde os deputados discutiam uma lei de saúde pública que exigiria que a maioria dos trabalhadores da linha de frente fosse vacinada contra a COVID-19.

## Contexto
São Vicente e Granadinas registrou seu primeiro caso de COVID-19 em 11 de maio de 2020. Atualmente o país tem mais de dois mil casos confirmados, doze mortes e menos de 10% da população vacinada contra a COVID-19. O primeiro-ministro, Ralph Gonsalves, tenta tornar obrigatória a vacinação contra a COVID-19 no país entra os trabalhadores da linha de frente da pandemia.

## Ataque
O parlamento local estava discutindo a lei de saúde pública que exigiria a vacinação obrigatória dos funcionários públicos, a oposição convocou sindicatos, que representam enfermeiros, policiais e outros trabalhadores que temem a obrigatoriedade da vacinação, a protestarem contra as medidas sanitárias. Cerca de 200 pessoas protestavam quando o primeiro-ministro desceu do carro para ir a pé até o parlamento quando, na entrada, uma manifestante arremessou uma pedra. Gonsalves foi levado para o hospital, ''sangrado muito''. Camillo Gonsalves, ministro das finanças, havia dito que a equipe médica recomendou que o primeiro-ministro fosse levado a Barbados para realizar uma ressonância magnética.

## Reações internacionais
Venezuela: ''O Presidente da República Bolivariana da Venezuela, Nicolás Maduro Moros, em nome do povo e do governo venezuelano, rejeita veementemente os atos de violência ocorridos na quinta-feira, 5 de agosto, quando nosso irmão primeiro-ministro de São Vicente e Granadinas, Ralph Gonsalves, foi ferido ao entrar no Parlamento.A Venezuela destaca os princípios democráticos que caracterizaram o povo de São Vicente e Granadinas e espera que tais situações lamentáveis não se repitam.A República Bolivariana da Venezuela deseja ao primeiro-ministro Ralph Gonsalves uma recuperação em breve, ao mesmo tempo em que reitera seu compromisso inabalável de trabalhar pela preservação da paz na região.''
 Índia: ''Condeno o ataque medonho ao primeiro-ministro Ralph Gonsalves de São Vicente e Granadinas.
Excelência, desejo-lhe recuperação rápida e boa saúde. Sentiremos sua presença no Debate Aberto da CSM sobre segurança marítima hoje. @ComradeRalph" - escreveu Narendra Modi em uma rede social.